# Clifford. Wielki czerwony pies (film)
Clifford. Wielki czerwony pies (oryg. Clifford the Big Red Dog) – amerykańska komedia przygodowa z 2021 roku w reżyserii Walta Beckera, oparta na serii książek dla dzieci o tym samym tytule autorstwa Normana Bridwella. W rolach głównych wystąpili Jack Whitehall, Darby Camp, Tony Hale, Sienna Guillory, David Alan Grier, Russell Wong, Kenan Thompson i John Cleese.

## Fabuła
Dwunastoletnia Emily Elizabeth Howard jest uczennicą gimnazjum mieszkającą z matką Maggie w Nowym Jorku. Jest regularnie prześladowana, ale znajduje pocieszenie u swojego jedynego przyjaciela Owena Yu. Maggie zostawia ją pod opieką mieszkającego w furgonetce i nieodpowiedzialnego wujka Caseya przed wyjazdem do Chicago w podróż służbową.
Pan Bridwell, który prowadzi namiot ratowniczy dla zwierząt w parku, przedstawia Emily małemu rudemu szczeniakowi, którego rodzinę zabrali psiołapy. Mówi jej, że szczeniak będzie rósł w zależności od tego, ile otrzyma miłości. Casey odrzuca adopcję z powodu zakazu wprowadzania psów do budynku mieszkalnego. Kiedy Emily wraca do domu ze szkoły, znajduje szczeniaka w swoim plecaku i nadaje mu imię Clifford. Casey pozwala jej zatrzymać Clifforda tylko na jedną noc.
Następnego ranka Clifford urósł do gigantycznych rozmiarów. Emily i Casey próbują ukryć go przed nadzorcą budynku, panem Packardem. Próbują zabrać Clifforda do weterynarza, ale on goni i bawi się mężczyzną w nadmuchiwanej bańce. Wieść o jego istnieniu szybko rozchodzi się w Internecie. Dowiedziawszy się od sekretarza weterynarii o dawnych cudach Bridwella ze zwierzętami i ich właścicielami, Howardowie planują uzyskać informacje na temat jego miejsca pobytu. Gdy Emily robi obiad dla Clifforda w stołówce, Clifford ucieka z ciężarówki Casey i upokarza łobuza o imieniu Florence, dając Emily przyjaciół, których zawsze pragnęła.
Zac Tieran, właściciel firmy biotechnologicznej Lyfegro, odkrywa Clifforda w mediach społecznościowych. Okłamuje policję, że Clifford jest jego psem i każe mu go szukać. Po eksmisji z mieszkania i ściganiu przez policję i strażników Lyfegro, Emily i Casey znajdują schronienie w luksusowym mieszkaniu Owena. Casey mówi Emily, że może zatrzymać Clifforda, jeśli znajdą Bridwella i skorzystają z jego rady. Jeśli nie może pomóc, Clifford musi zostać wysłany do Chin, gdzie pan Yu ma schronienie. Pędzą do szpitala, by znaleźć puste łóżko Bridwella i pacjenta, który mówi im, że Bridwell zmarł. Clifford zostaje więc odesłany przez łódź zaaranżowaną przez ojca Owena, gdy Emily ze łzami w oczach żegna się.
Następnego dnia Clifford zostaje schwytany na statku przez personel Lyfegro i wysłany do Lyfegro. Emily wkrótce dowiaduje się, że Bridwell nie umarła, więc ona i Casey próbują uratować Clifforda przed operacją w Lyfegro, z pomocą przyjaciół z sąsiedztwa. Włamują się do kwatery głównej Lyfegro i ratują Clifforda, który następnie ucieka przez miasto z Emily jadącą na nim.
W Manhattan Bridge Park gromadzi się tłum, gdy Emily desperacko prosi Bridwell o pomoc, a on mówi jej, że musi stanąć w obronie siebie i Clifforda, a bycie innym jest darem. Emily wyjaśnia wszystkim, jak ważna jest miłość, niezależnie od różnic. Jednak Tieran nakazuje szefowi policji sprawdzenie, kto jest właścicielem Clifforda, sprawdzając wszczepiony chip identyfikacyjny. Kiedy chip identyfikuje Emily jako prawowitą właścicielkę Clifforda, szef informuje Tierana, że zostanie ukarany grzywną za okłamywanie policji. Po aresztowaniu Tierana Emily, Casey i Maggie są witane z powrotem w swoim mieszkaniu; Casey dostaje pracę w Scholastic Corporation i wyprowadza się z furgonetki.

## Obsada
- Frank Welker jako Clifford, wysoki na 3 metry czerwony pies, który zostaje adoptowany przez Emily, ale pada ofiarą operacji Lyfegro.
- Darby Camp jako Emily Elizabeth Howard, 12-letnia dziewczynka, która musi uratować Clifforda przed Lyfegro.
- Jack Whitehall jako Casey Porter, niezdarny, ale dobroduszny wujek Emily i młodszy brat Maggie.
- Tony Hale jako Zac Tieran, właściciel Lyfegro, firmy genetycznej, która chce Clifforda.
- Sienna Guillory jako Maggie Howard, matka Emily Elizabeth i starsza siostra Casey, która jest w podróży służbowej do Chicago.
- David Alan Grier jako Mr Packard, kierownik budynku mieszkalnego, w którym mieszkają Emily i Maggie.
- Russell Wong jako pan Yu, ojciec Owena.
- John Cleese jako Mr Bridwell, magiczny ratownik zwierząt, który przekazuje Clifforda Emily. Jego imię pochodzi od twórcy postaci Clifforda, Normana Bridwella.
- Izaac Wang jako Owen Yu, chłopak z innego mieszkania i najlepszy przyjaciel Emily i koleżanka z klasy. Jest także właścicielem mopsa przyjaciela Clifforda, Brutusa (aka „T-Bone”).
- Kenan Thompson jako weterynarz Clifforda. Thompson użyczył głosu postaci Hamburger w oryginalnym serialu animowanym. Na jego plakietce jest napisane „Russ T.”, nawiązujące do postaci Thompsona z D2: The Mighty Ducks,  Russa Tylera.
- Tovah Feldshuh jako pani Crullerman, starsza rosyjska sąsiadka Emily.
- Paul Rodriguez jako Sanchez, właściciel winiarni i szef Raula.
- Russell Peters jako Malik
- Keith Ewell jako pan Jarvis, człowiek, którego Clifford ratuje przed upadkiem.
- Mia Ronn jako Florence, popularna dziewczyna w szkole Emily, która ją zastrasza.
- Horatio Sanz jako Raul, pracownik magazynu.
- Rosie Perez jako Lucille
- Alex Moffat jako Albert
- Jessica Keenan Wynn jako Colette, spiskująca prawniczka Tierana.
- Siobhan Fallon Hogan jako Petra
- Ty Jones jako Watkins, szef policji
- Bear Allen-Blaine jako pani Jarvis, wierna prawniczka Emily, która pomaga jej uratować Clifforda przed Lyfegro.

## Produkcja
W maju 2012 roku ogłoszono, że Universal Pictures i Illumination Entertainment wyprodukują na podstawie książki film animowany na żywo. Matt Lopez został zatrudniony do napisania scenariusza, podczas gdy Chris Meledandri i Deborah Forte mieli produkować, ale w lipcu 2013 roku poinformowano, że Illumination anulowało projekt. 13 września 2013 r. poinformowano, że film był wciąż w fazie rozwoju w Universal Pictures, a David Bowers rozmawiał o wyreżyserowaniu filmu. Podobnie jak w filmie Hop z 2011 roku, tytułowy pies będzie animowany, podczas gdy pozostałe postacie będą aktorami na żywo. W 2016 roku Paramount Pictures nabyło prawa do stworzenia hybrydowego filmu aktorskiego i animowanego. 25 września 2017 r. poinformowano, że Walt Becker został zatrudniony do wyreżyserowania scenariusza, który został przepisany przez Ellen Rapoport, oraz z oryginału napisanego przez Justina Malena, który został wyprodukowany przez Forte przez jej Silvertongue Films. transparent. 20 czerwca 2019 r. Paramount zawarł umowę z Entertainment One na współfinansowanie filmu. Zgodnie z umową Entertainment One Films będzie dystrybuować film w Kanadzie i Wielkiej Brytanii z wyłączeniem praw do transmisji telewizyjnych w tym drugim kraju, podczas gdy Paramount będzie dystrybuować na wszystkich innych terytoriach, w tym w Stanach Zjednoczonych. 25 grudnia 2019 r. wyciekło zdjęcie z filmu, ukazujące wygenerowaną komputerowo postać Clifforda w scenerii aktorskiej. W maju 2019 roku Camp i Whitehall podpisali kontrakt, aby zagrać w filmie. W czerwcu 2019 r. do obsady dołączyli Cleese, Guillory, Wang, Grier, Rosie Perez, Keith Ewell, Bear Allen-Blaine i Lynn Cohen. Główne zdjęcia rozpoczęły się 10 czerwca 2019 r. w Nowym Jorku i zakończyły 23 sierpnia 2019 r., po 55 dniach zdjęć. Efekty wizualne zostały wykonane przez Moving Picture Company. 18 listopada 2020 roku ogłoszono, że John Debney skomponuje muzykę do filmu. Piosenka „Room for You” w wykonaniu Madison Beer została wydana 5 listopada 2021 r.